# Stazione di Grotta del Sole
Stazione di Grotta del Sole vasútállomás Olaszországban, Pozzuoli településen.

## Vasútvonalak
Az állomást az alábbi vasútvonalak érintik:
- Circumflegrea-vasútvonal

## Kapcsolódó állomások
A vasútállomáshoz az alábbi állomások vannak a legközelebb:
- Stazione di Licola (Stazione di Licola, Circumflegrea-vasútvonal)
- Stazione di Quarto Officina